# Michel Alexandre (philosophe)
Pour les articles homonymes, voir Alexandre et Michel Alexandre.
Michel Paul Alexandre, né le 27 mars 1888 à Dieppe (Seine-Maritime) et mort le 14 décembre 1952 à Paris, est un philosophe français. 

## Biographie
Il était issu d'une famille de hauts fonctionnaires. Son père Paul Alexandre (1847-1921), brillant polytechnicien, était inspecteur général des ponts et chaussées, vice-président du Conseil général des ponts et chaussées et grand officier de la Légion d'honneur. Son oncle Georges-René Alexandre (1864-1932), également polytechnicien, fut général de division et commandeur de la Légion d'honneur.
Inspiré par Les leçons de philosophie de Gustave Belot, Michel Alexandre se tourne vers la philosophie. Il obtient en 1912 l'agrégation de philosophie. En 1916, il épouse Jeanne Halbwachs (1890-1980), agrégée de lettres et militante pacifiste, avec qui il travaille,.
Disciple et admirateur d'Alain et de Jules Lagneau, Alexandre fut professeur de classes préparatoires (lycée Louis-le-Grand, lycée de Versailles, lycée Henri-IV) et son œuvre est principalement connue par les notes de ses étudiants. Comme ses maîtres, il ne séparera jamais l'enseignement de la méditation.

Thierry Leterre (dans son Alain, le premier intellectuel, Stock, 2006, pp. 305-306) brosse un portrait de Michel Alexandre ; un de ses élèves, Gérard Granel, publie ses cours sur Kant dans la collection « Epiméthée » que dirigeait Jean Hyppolite.
Très marqué par la guerre, il écrit à Xavier Léon à qui il rappelle quelques souvenirs : « Les hommes comme partout endormis et cruels […]. Comment d'un tel passé avons-nous pu sombrer dans cet abîme ! ». 
Le problème des rapports entre la force et la loi ainsi que celui de « la maîtrise de la force par le vouloir » n'a cessé de cadrer Alexandre dans une quête constante : la recherche de la paix.
On peut également citer les souvenirs que Pierre Bourdieu évoque dans un passage de ses Méditations pascaliennes : objectivant les conditions sociales de production des philosophes français d'après-guerre, il remarque notamment que « La croyance dans la toute-puissance de l'invention rhétorique ne pouvait que trouver ses meilleurs encouragements dans les exhibitions savamment théâtralisées de l'improvisation philosophique : je pense à des maîtres comme Michel Alexandre, disciple tardif d'Alain, qui couvrait de poses prophétiques les faiblesses d'un discours philosophique réduit aux seules ressources d'une réflexion sans appui historique ».

### Principaux ouvrages (posthumes)
- Par la pensée, Audin, 1955, 1973. Journal intime 1925-1926.
- En souvenir de Michel Alexandre. Leçons, textes, lettres [préface de Jeanne Alexandre], Paris, Mercure de France, 1956, XXVI-558 p. ; nouvelle édition, 1959, XXVI-570 p.
- Lecture de Kant, textes rassemblés et annotés par Gérard Granel, PUF, coll. "Épiméthée", 1978, 1961.
- Lecture de Platon, PUF, 1966, 2e éd. revue 1978, IV-316 p.

### Études sur Michel Alexandre
- Gérard Granel, "Michel Alexandre et l'école française de la perception", Critique, n° 183-184, août-sept. 1962, p. 758-788.
- Bertrand Saint-Sernin, "Michel Alexandre", Archives de philosophie, vol. 44, n° 1 (janv.-mars 1981), p. 85-97.